# John Downer (Politiker)

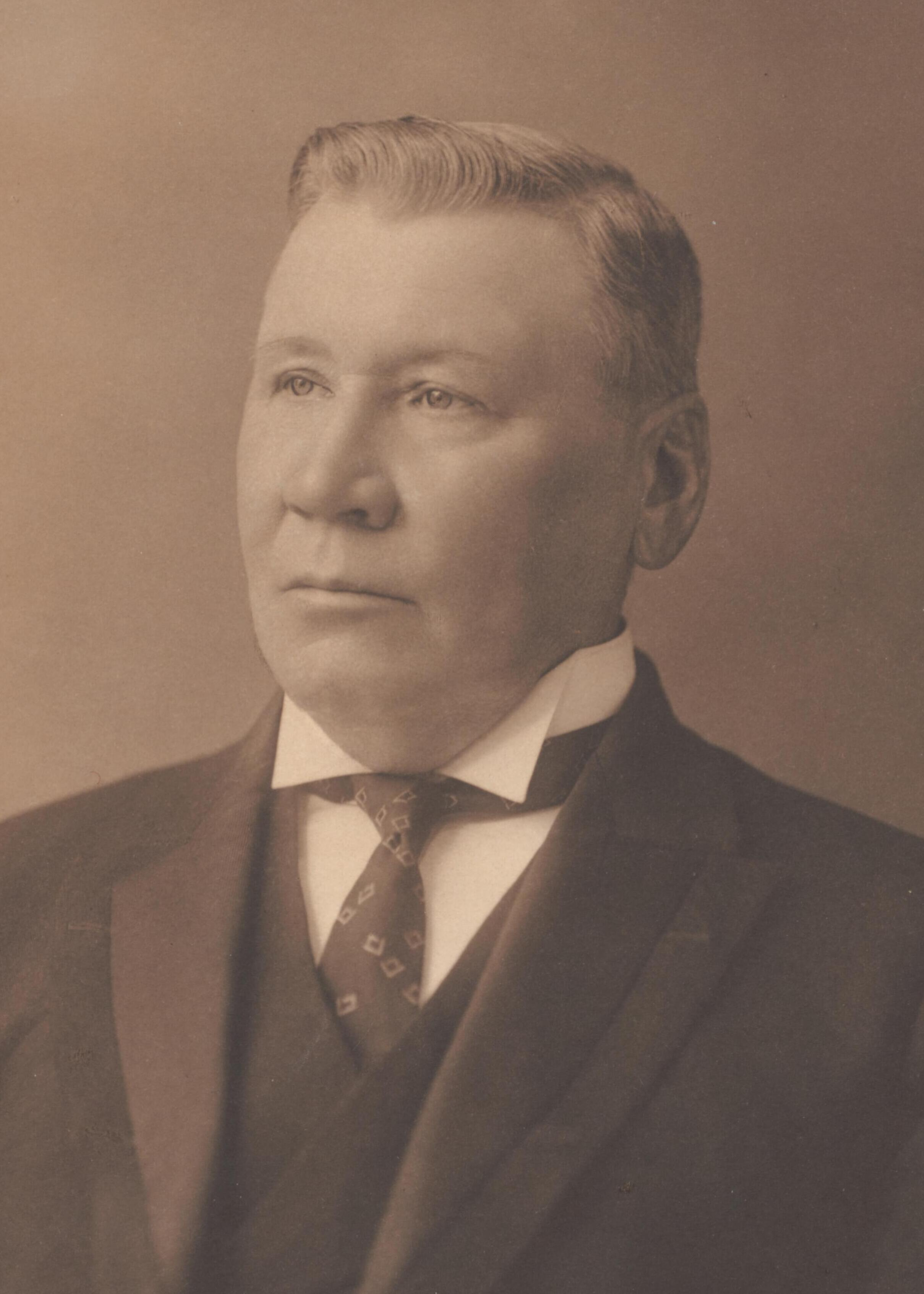
John Downer (um 1900)

Hon. Sir John William Downer, KCMG, KC (* 5. Juli oder 6. Juli 1843 (nach anderen Angaben: 5. Juli 1844) in Adelaide, South Australia; † 2. August 1915 ebenda) war ein australischer Politiker der konservativen National Defence League, der Australasian National League (ANL) und später der liberalen Liberal Union, der unter anderem von 1878 bis 1901 Mitglied des South Australian House of Assembly sowie zwischen 1885 und 1887 und erneut von 1892 bis 1893 Premierminister von South Australia war. Er war des Weiteren von 1901 bis 1903 Mitglied des Bundessenats und zwischen 1905 und seinem Tode 1915 Mitglied des South Australian Legislative Council.

## Leben

### Rechtsanwalt, Abgeordneter und Minister

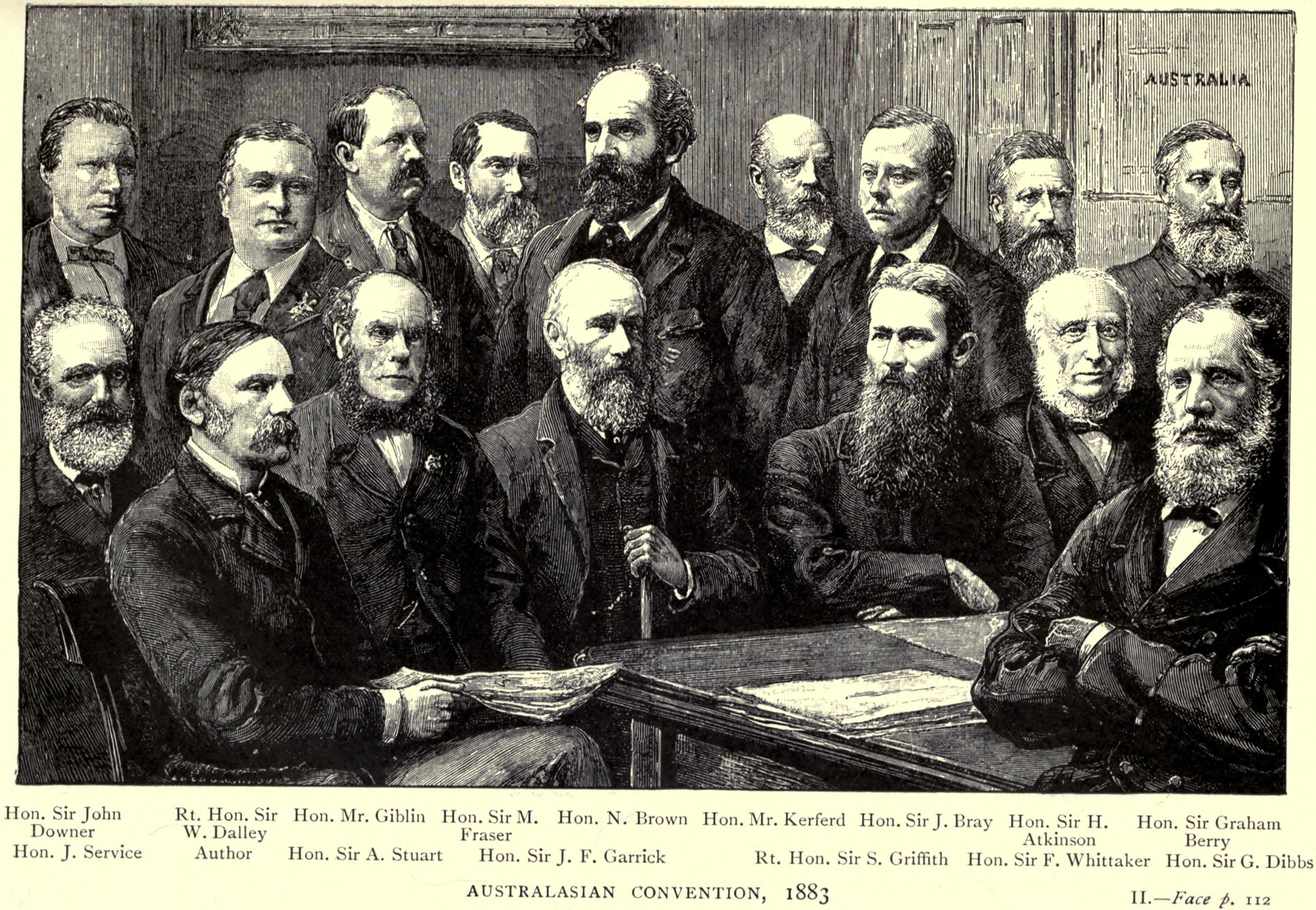
Downer (hinten links) und andere Delegierte der Australasian Convention (1883).

John William Downer war der Sohn von Henry Downer (1811–1870), ein Schneider, der 1862 mit seiner Familie von England nach Australien reiste und sich in Adelaide niederließ. Er selbst besuchte das 1847 gegründete St Peter’s College in Adelaide und absolvierte eine damals übliche rechtsanwaltliche Ausbildung in einer Anwaltskanzlei. Nach seiner anwaltlichen Zulassung nahm er eine Tätigkeit als Barrister und betrieb mit seinem älteren Bruder George Downer die Anwaltskanzlei G. & J. Downer. Für seine anwaltlichen Verdienste wurde er 1878 zum Kronanwalt (Queen’s Counsel) ernannt. Ein weiterer älterer Bruder, Henry Edward Downer, war ebenfalls Rechtsanwalt, zwischen 1881 und 1896 Mitglied des South Australian House of Assembly sowie 1890 für einige Monate Generalstaatsanwalt. Bei der Wahl am 11. April 1878 wurde er im Zwei-Personen-Wahlkreis Barossa als Nachfolger von John Dunn Jr. erstmals zum Mitglied des South Australian House of Assembly gewählt, des Unterhauses des Parlaments von South Australia, und vertrat diesen Wahlkreis bis zu seinem Mandatsverzicht am 9. Mai 1901, woraufhin E. H. Coombe sein Nachfolger wurde.
Am 24. Juni 1881 übernahm er in der Regierung von Premier John Cox Bray das Amt als Generalstaatsanwalt (Attorney General) und bekleidete dieses bis zum Ende von Brays Amtszeit am 16. Juni 1884. Seine fortschrittlichen Ansichten zum Frauenwahlrecht spiegelten sich in seiner wichtigen Rolle bei der Entwicklung des Gesetzes zum Eigentum verheirateter Frauen (Married Women’s Property Act) von 1883 wider. Zudem war er 1883 Delegierter auf der Australasian Convention. Als Nachfolger von Bray bekleidete er zwischen 1884 und 1885 die Funktion als Oppositionsführer in der Legislativversammlung.

### Zweimaliger Premierminister von South Australia

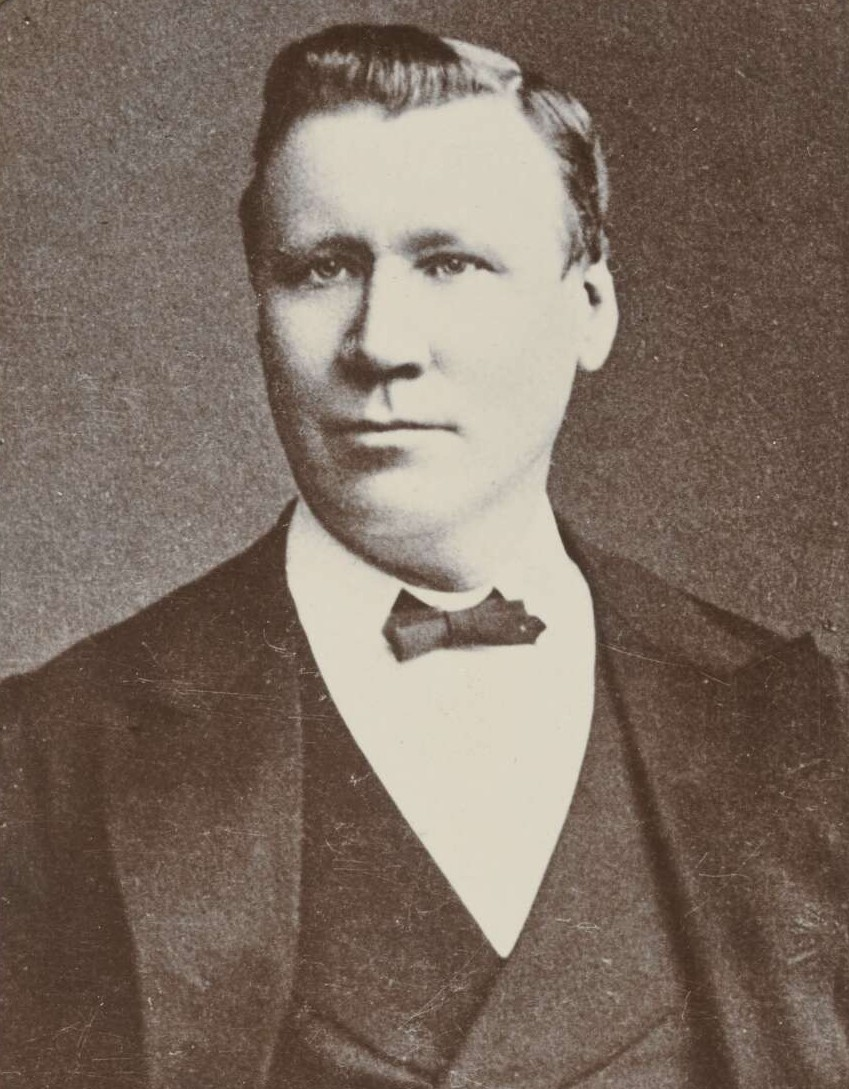
John Downer (1898)

Am 16. Juni 1885 wurde Downer erstmals selbst Premierminister von South Australia und löste dabei die zweite Regierung von Premier John Colton ab. In seiner Regierung übernahm er zwischen dem 16. Juni 1885 und dem 11. Juni 1887 auch wieder das Amt als Generalstaatsanwalt. Seine zweijährige Regierungszeit war von Problemen im Zusammenhang mit dem wachsenden Staatsdefizit, den angeschlagenen Grundstoffindustrien und der allgemeinen Wirtschaftskrise geprägt. Für seine Verdienste wurde er am 18. April 1887 als Knight Commander des Order of St Michael and St George (KCMG) nobilitiert, wodurch er fortan das Prädikat „Sir“ führte. Nach den Wahlen vom Frühjahr 1887 konnte Downer im House of Assembly nicht genügend Unterstützung finden, um seine Regierung neu zu bilden. Daraufhin bildete Thomas Playford II am 11. Juni 1887 als Premier seine erste Regierung, während Downer als dessen Nachfolger von 1887 bis zu seiner Ablösung durch John Cockburn 1889 wiederum Oppositionsführer war.
Downer, der Mitglied der 1891 gegründeten konservativen National Defence League (NDL) wurde, war 1891 Mitglied der National Australasian Convention in Sydney. Er bildete am 15. Juni 1892 als Premier seine zweite Regierung und löste damit die erste Regierung von Premier Frederick Holder ab. In seiner Regierung fungierte er zudem zwischen dem 15. Oktober 1892 und dem 12. Mai 1893 als Chief Secretary und damit als Chefsekretär der Regierung sowie außerdem vom 12. Mai bis zum 16. Juni 1893 auch noch als Schatzminister (Treasurer). Aus der Wahl am 15. April 1893 gingen die Liberalen unter Charles Kingston mit 30,74 Prozent und 23 der 54 Sitze als stärkste Fraktion in der Legislativversammlung hervor. Zweitstärkste Kraft wurden die NDL unter Premier Downer mit 21,87 Prozent und 21 Sitze, während die Australian Labor Party (ALP) unter John McPherson mit 18,77 Prozent zehn Abgeordnete stellte. Das starke Abschneiden der neu gegründeten Labour Party bei den Wahlen am 15. April 1893 brachte jedoch den grundsätzlich konservativen Ansatz Downers erneut in Konflikt mit der Notwendigkeit, mit fortschrittlicheren Mitgliedern des Unterhauses zusammenzuarbeiten. Infolgedessen war er nicht in der Lage, seine Regierungsführung fortzusetzen, woraufhin Charles Kingston am 16. Juni 1893 neuer Premier wurde.
Daraufhin war Downer als Nachfolger von Frederick Holder von 1893 bis zu seiner Ablösung durch William Copley 1895 erneut Oppositionsführer in der Legislativversammlung und bekleidete diese Funktion für die 1896 aus der NDL hervorgegangene Australasian National League (ANL) als Nachfolger von William Copley abermals von 1897 bis 1899, woraufhin Vaiben Solomon ihn ablöste. In dieser Zeit befasste er sich auch aktiv mit der Gründung des Australischen Bundes zum 1. Januar 1901 und war hierzu zwischen 1897 und 1898 Mitglied des National Australasian Convention Drafting Committee in Sydney.

### Bundessenator und Rückkehr in die Politik Südaustraliens
Nach der Gründung des Australischen Bundes wurde Kingston bei der ersten Parlamentswahl in Australien am 29./30. März 1901 für die Protectionist Party für South Australia zum Mitglied des Bundessenats gewählt, des Oberhauses des Australischen Parlaments. Während seiner Senatszugehörigkeit war er unter anderem zwischen dem 4. Juli 1901 und dem 10. Oktober 1902 Vorsitzender des Ausschusses für Wahlen und Qualifikationen sowie ferner vom 5. Juni 1901 bis zum 22. Oktober 1903 Mitglied des Geschäftsordnungsausschusses. Bei der zweiten Parlamentswahl in Australien am 16. Dezember 1903 verzichtete er auf eine erneute Kandidatur. Nach seiner Rückkehr nach Südaustralien wurde er am 27. Mai 1905 für die ANL im Wahlbezirk Southern District zum Mitglied des South Australian Legislative Council gewählt, des Oberhauses des Parlaments dieses Bundesstaates, und gehörte diesem bis zu seinem Tode am 2. August 1915 an, wobei er sich am 2. April 1910 der liberalen Liberal Union anschloss.
Sir John Downer war zwei Mal verheiratet, und zwar von 1871 bis 1896 mit Elizabeth Henderson. 1899 heiratete er in zweiter Ehe Una Stella Russell, eine Tochter des Astronomen und Meteorologen Henry Chamberlain Russell. Aus seiner zweiten Ehe ging unter anderem der Sohn Sir Alick Downer hervor, der unter anderem zwischen 1949 und 1963 Mitglied des Australischen Repräsentantenhauses, von 1958 bis 1963 Einwanderungsminister und zwischen 1964 und 1972 Hochkommissar im Vereinigten Königreich war. Dessen Sohn Alexander Downer war unter anderem von 1984 bis 2008 ebenfalls Mitglied des Australischen Repräsentantenhauses, zwischen 1994 und 1995 Vorsitzender der Liberal Party of Australia sowie von März 1996 bis Dezember 2007 Außenminister.